# Namaro
Namaro este o comună rurală din departamentul Kollo, regiunea Tillabéri, Niger, cu o populație de 33.527 de locuitori (2001).